# Comerç transsaharià

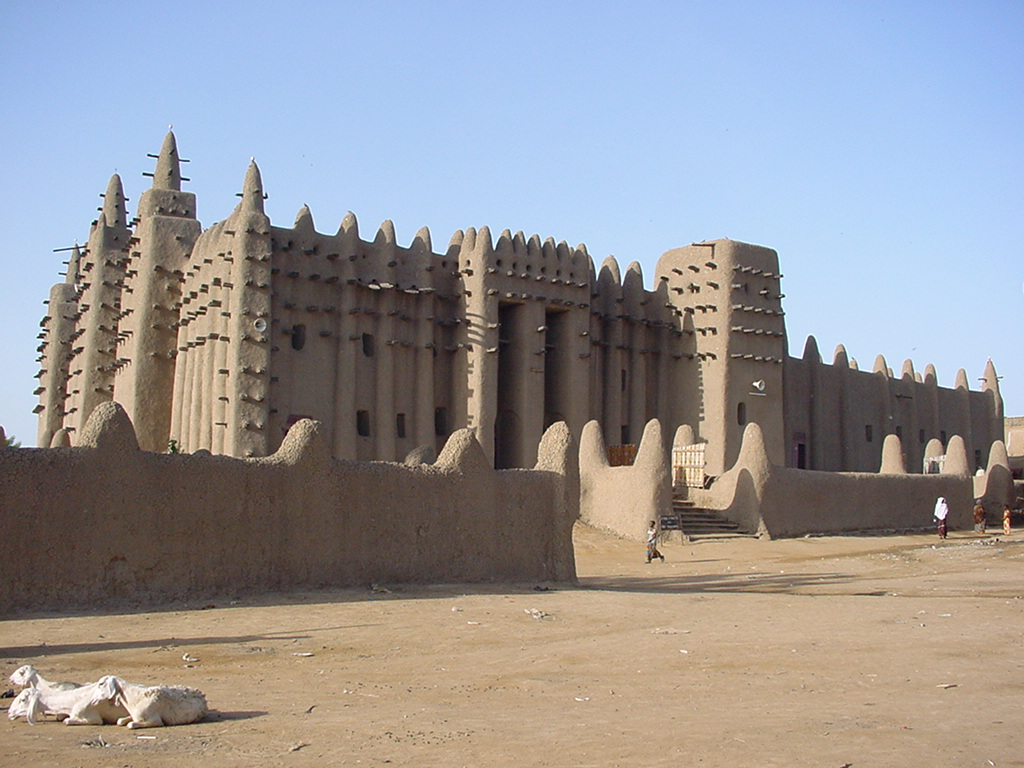
Djenné, fundada el 800, és un centre comercial important, avui dia Patrimoni de la Humanitat

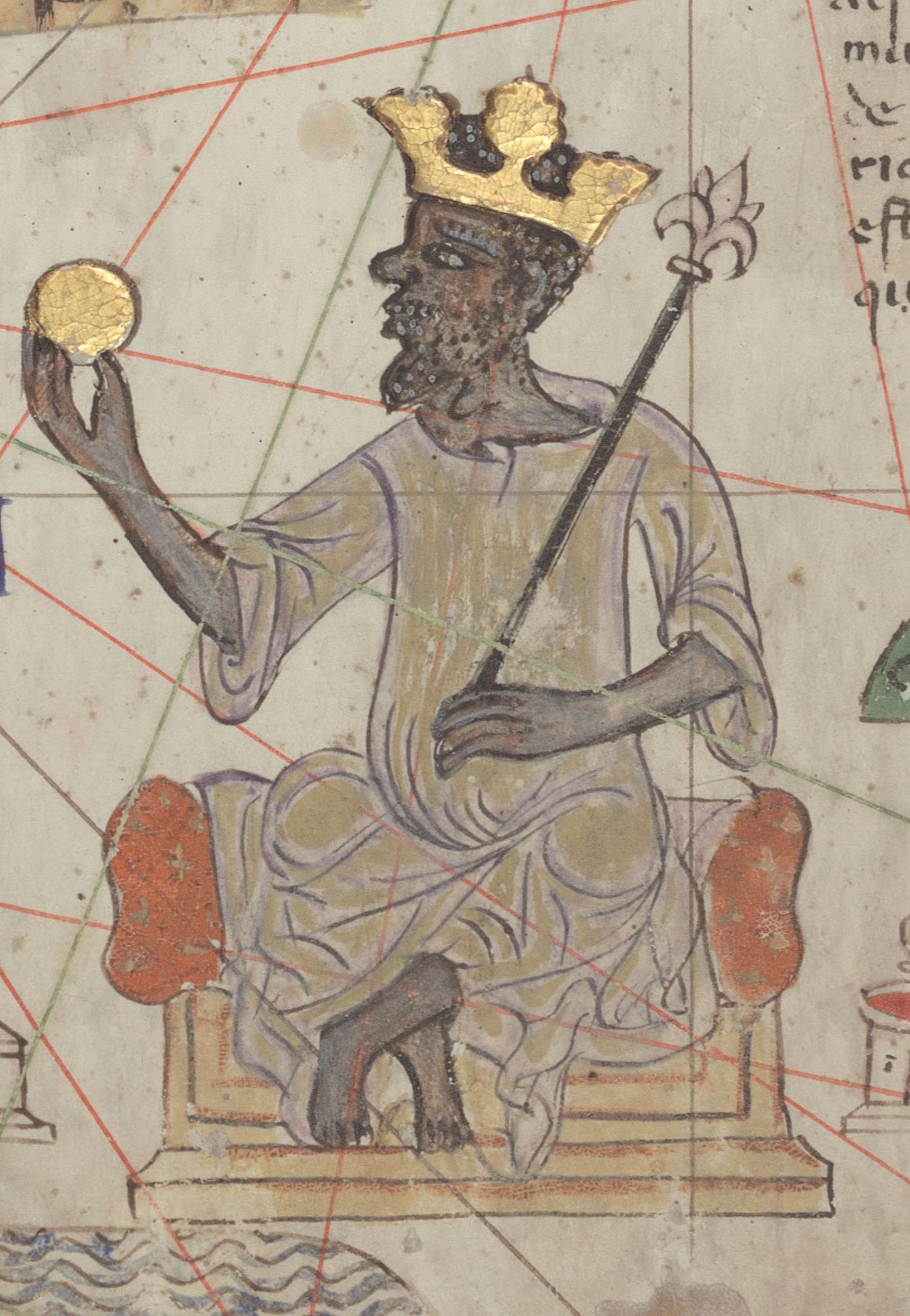
L'emperador de Mali a l'Atles d'Abraham Cresques, de 1375

El comerç transsaharià fa referència al trànsit de mercaderies que unia l'interior d'Àfrica amb la conca mediterrània a través del desert de Sàhara.
Els orígens d'aquest comerç entre l'oest i el centre d'Àfrica amb el Mediterrani es perden en la història. Els primers relats històrics daten de l'antiguitat i expliquen com els garamentes de Fezzan organitzaven el comerç entre Leptis Magna a la Tripolitana i el Txad. Aquest comerç va viure la primera època d'esplendor en el segle I aC i amb l'ascens de l'Imperi Romà. Sobretot es comerciava amb or, esclaus, ivori i animals exòtics per als jocs dels circs a Roma i altres ciutats, a canvi de béns de luxe romans. Una importància crucial la tenia l'ús del camell, sobretot a partir del segle i, al nord d'Àfrica.
A partir del segle v el comerç va ressorgir gràcies a la formació de l'Imperi de Ghana a l'oest del Sàhara. L'establiment d'una nova classe social superior a la zona del Níger-Senegal va fer augmentar la demanda de béns de luxe. A més, el comerç es va veure afavorit per la protecció estatal que oferia Ghana. Un factor addicional fou l'obertura de mines de sal a Taghaza i Idschil, a l'actual Algèria, ja que la sal era un bé molt preuat a la zona oest d'Àfrica. El punt final de la ruta comercial fins al segle xi era la ciutat de Sigilmasa.
Amb l'establiment de l'Imperi Songhai a partir de 1400, Tombuctú, a la riba del riu Níger, es va convertir en el centre comercial més important de la zona del Sahel. La desintegració de l'imperi després d'una invasió marroquina va canviar substancialment el comerç amb el Sàhara central, ja que faltava el govern central que podia protegir les rutes i les caravanes. Per això, a partir del segle xvii la principal ruta del comerç transsaharià es va traslladar al camí que unia el Llac Txad i Trípoli o Ruta del bornus
Aquest trasllat va donar peu a la puixança econòmica dels estats hausses i el regne de Kanem-Bornu a la zona del Txad. Ja que la importància del comerç d'or a través del Sàhara havia decaigut a causa de les rutes mercantils per mar establertes pels europeus, es va incrementar la importància del comerç d'esclaus amb el món islàmic, sobre la ruta entre el Txad i Trípoli.
Tot i que la ruta principal del comerç es va traslladar en diverses ocasions durant la història es va seguir usant i establint noves rutes secundàries. Només la colonització francesa del segle xix va provocar que el comerç es traslladés cap a les zones costaneres de l'Atlàntic.

## Comerç transsaharià primerenc

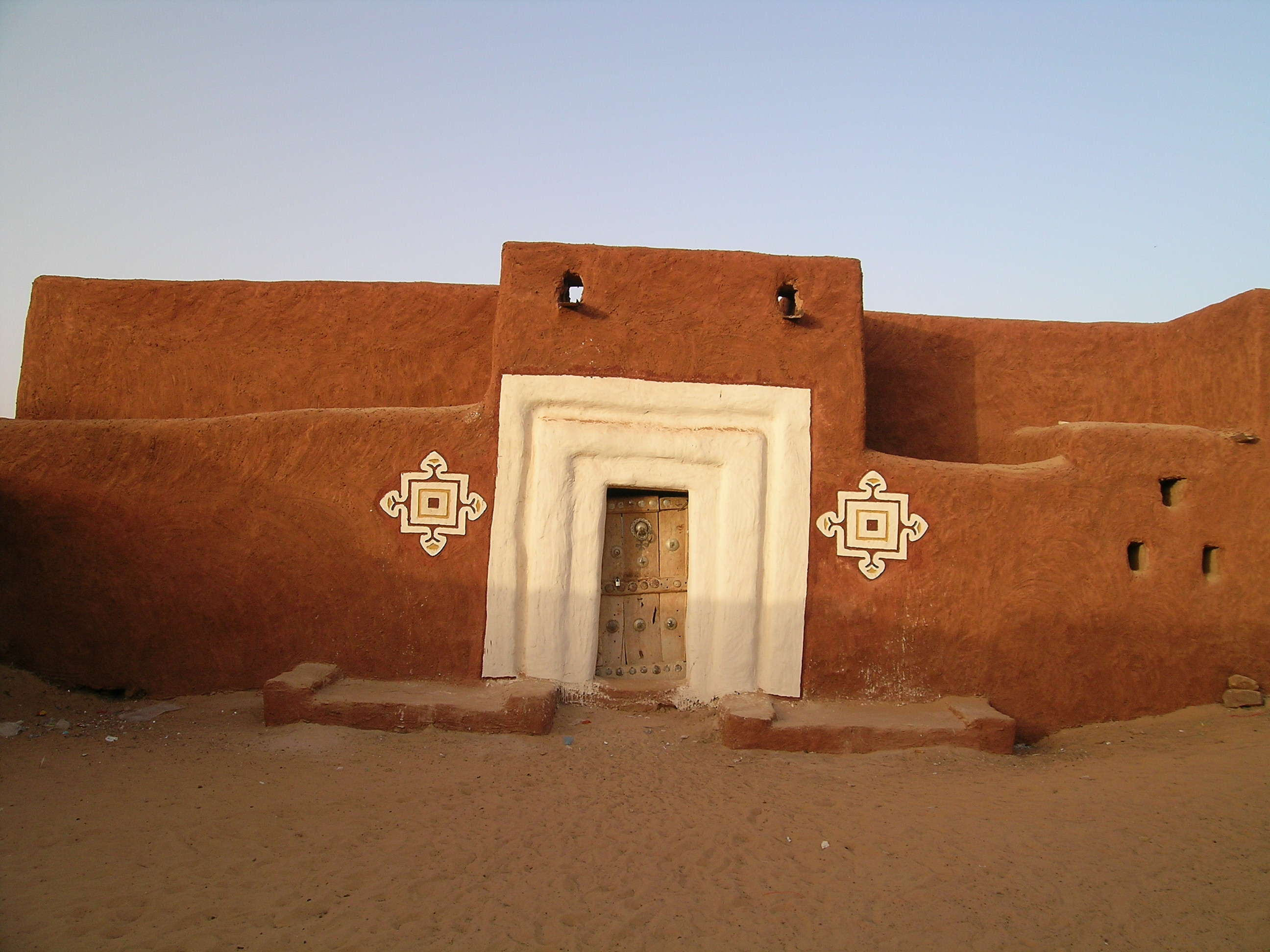
Un edifici a Oualata, al sud-est de Mauritània

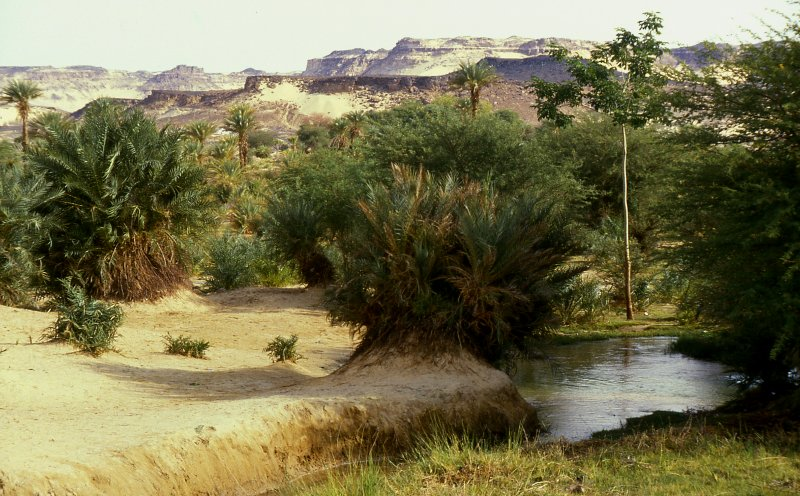
L'oasi de Bilma al nord-est del Níger, amb l'escarpament de Kaouar al fons

El comerç antic es va estendre per la cantonada nord-est del Sàhara a l'era de Naqadan. Els egipcis predinàstics del període Naqada I comerciaven amb Núbia al sud, els oasis del desert occidental a l'oest i les cultures de la Mediterrània oriental a l'est. Moltes rutes comercials anaven d'oasi en oasi per abastir-se tant d'aliments com d'aigua. Aquests oasis eren molt importants. També importaven obsidiana del Senegal per donar forma a fulles i altres objectes.
La ruta terrestre a través del Wadi Hammamat des del Nil fins al Mar Roig ja era coneguda en temps predinàstics; s'han trobat dibuixos que representen vaixells de canya egípcies al llarg del camí que daten del 4000 aC. Les ciutats antigues que daten de la Primera Dinastia d'Egipte van sorgir al llarg de les confluències del Nil i del Mar Roig. testimoniant l'antiga popularitat de la ruta. Es va convertir en una ruta important des de Tebes fins al port d’Elim al Mar Roig, on els viatgers es dirigien cap a Àsia, Aràbia o la Banya d'Àfrica. Existeixen registres que documenten el coneixement de la ruta entre Senusret I, Seti, Ramsès IV i també, més tard, l’Imperi Romà, especialment per a la mineria.
La ruta comercial Darb al-Arbaʿīn, que passava per Kharga al sud i Asyut al nord, es va utilitzar des de l’Imperi Antic per al transport i comerç d’or, ivori, espècies, blat, animals i plantes. Més tard, els antics romans protegirien la ruta vorejant-la amb diversos forts i petits llocs avançats, alguns dels quals custodiaven grans assentaments amb cultius. Descrita per Heròdot com una carretera recorreguda... en quaranta dies, es va convertir en la seva època en una important ruta terrestre que facilitava el comerç entre Núbia i Egipte, i posteriorment va ser coneguda com la Carretera dels Quaranta Dies. Des de Kobbei, 40 km al nord d'al-Fashir, la ruta passava pel desert fins a Bir Natrum, un altre oasi i mina de sal, fins a Wadi Howar abans de continuar cap a Egipte. La ruta comercial Darb el-Arbain era la més oriental de les rutes centrals.

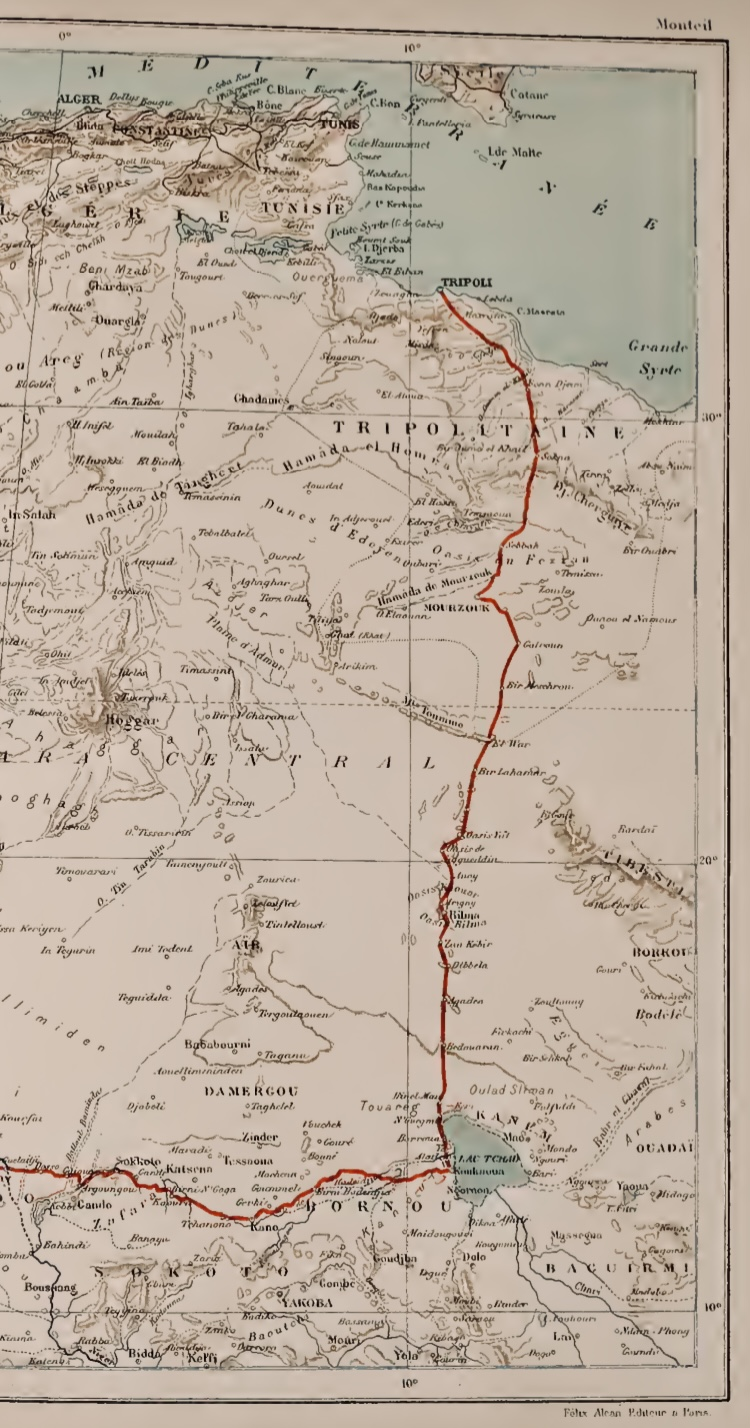
Mapa de ruta Trípoli–Murzuk–Llac Txad de Parfait-Louis Monteil (1895)

A continuació, va venir la més fàcil de les tres rutes: la carretera de Garamante, que porta el nom dels antics governants de la terra per on passava i també anomenada sender de Bilma. La ruta garamanteana passava pel sud del desert prop de Murzuch abans de girar cap al nord per passar entre les muntanyes Alhaggar i Tibesti abans d'arribar a l'oasi de Kawar. Des de Kawar, les caravanes passaven per les grans dunes de sorra de Bilma, on s'extreia sal de roca en grans quantitats per al comerç, abans d'arribar a la sabana al nord del llac Txad. Aquesta era la més curta de les rutes, i els principals intercanvis eren esclaus i ivori del sud per sal. Un investigador de principis del segle XX va escriure sobre la ruta Trípoli-Murzuk-Llac Txad: «La major part del trànsit [transsaharià] des de la costa mediterrània durant els darrers 2.000 anys ha passat per aquesta carretera».
Una altra ruta líbia era Bengasi a Kufra a les terres de l'Imperi Wadai, entre el llac Txad i Darfur.
Les rutes occidentals eren la carretera de Walata, passant per l'actual Oualata (Mauritània), des del riu Senegal, i la ruta de Taghaza, des del riu Níger, passant per les mines de sal de Taghaza, cap al nord fins al gran centre comercial de Sijilmasa, situat al Marroc, just al nord del desert. El creixement de la ciutat d’Aoudaghost, fundada al segle V aC, va ser estimulat per la seva posició a l'extrem sud d'una ruta comercial transsahariana.
A l'est, tres rutes antigues connectaven el sud amb el Mediterrani. Els pastors del Fezzan de Líbia, coneguts com els Garamants, controlaven aquestes rutes ja l'any 1500 aC. Des de la seva capital, Germa, al Wadi Ajal, l'Imperi Garamante va atacar el nord fins al mar i el Sahel al sud. Al segle IV aC, les ciutats-estat independents de Fenícia havien ampliat el seu control al territori i les rutes que abans ocupaven els garamants. Shillington afirma que el contacte existent amb el Mediterrani va rebre un incentiu addicional amb el creixement de la ciutat portuària de Cartago. Fundada cap al 800 aC, Cartago es va convertir en una de les terminals d'or, ivori i esclaus de l'Àfrica Occidental. L'Àfrica Occidental rebia sal, tela, perles i productes metàl·lics. Shillington procedeix a identificar aquesta ruta comercial com la font de la fosa de ferro de l'Àfrica Occidental. El comerç va continuar fins a l'època romana. Tot i que hi ha referències clàssiques a viatges directes des del Mediterrani fins a l'Àfrica Occidental (Daniels, pàg. 22f), la major part d'aquest comerç es duia a terme a través d'intermediaris, que habitaven la zona i coneixien els passos a través de les terres de sequera. Posteriorment, la Legio III Augusta va assegurar aquestes rutes en nom de Roma al segle I dC, salvaguardant la frontera sud de l'Imperi durant dos segles i mig.

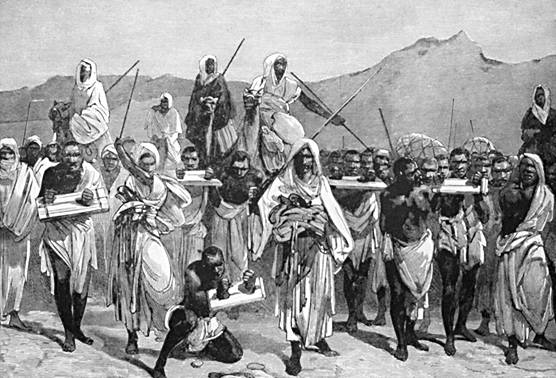
Un gravat del d'una caravana àrab de tràfic d'esclaus transportant esclaus africans negres a través del Sàhara

Els garamants també es van dedicar al tràfic d'esclaus transsaharià. Els garamantes utilitzaven esclaus a les seves pròpies comunitats per construir i mantenir sistemes de reg subterrani coneguts com a qanat. Els primers registres del comerç transsaharià d'esclaus provenen de l'historiador grec Heròdot del segle V aC, que registra els garamants esclavitzant egipcis que vivien a les coves del Sudan. Hi ha dos registres de romans que acompanyaven els garamants en expedicions de caça d'esclaus: el primer l'any 86 dC i el segon uns anys més tard al llac Txad. Les fonts inicials d'esclaus van ser els toubou, però al segle I dC, els garamantes obtenien esclaus de l'actual Níger i el Txad.
A principis de l’Imperi Romà, la ciutat de Leptis va establir un mercat d'esclaus per comprar i vendre esclaus de l'interior africà. L'Imperi va imposar un impost duaner sobre el comerç d'esclaus. Al segle V dC, la Cartago romana comerciava amb esclaus negres portats a través del Sàhara. Sembla que els esclaus negres eren valorats a la Mediterrània com a esclaus domèstics pel seu aspecte exòtic. Alguns historiadors argumenten que l'escala del tràfic d'esclaus en aquest període pot haver estat més alta que a l'època medieval a causa de l'alta demanda d'esclaus a l'Imperi Romà.

## Introducció del camell

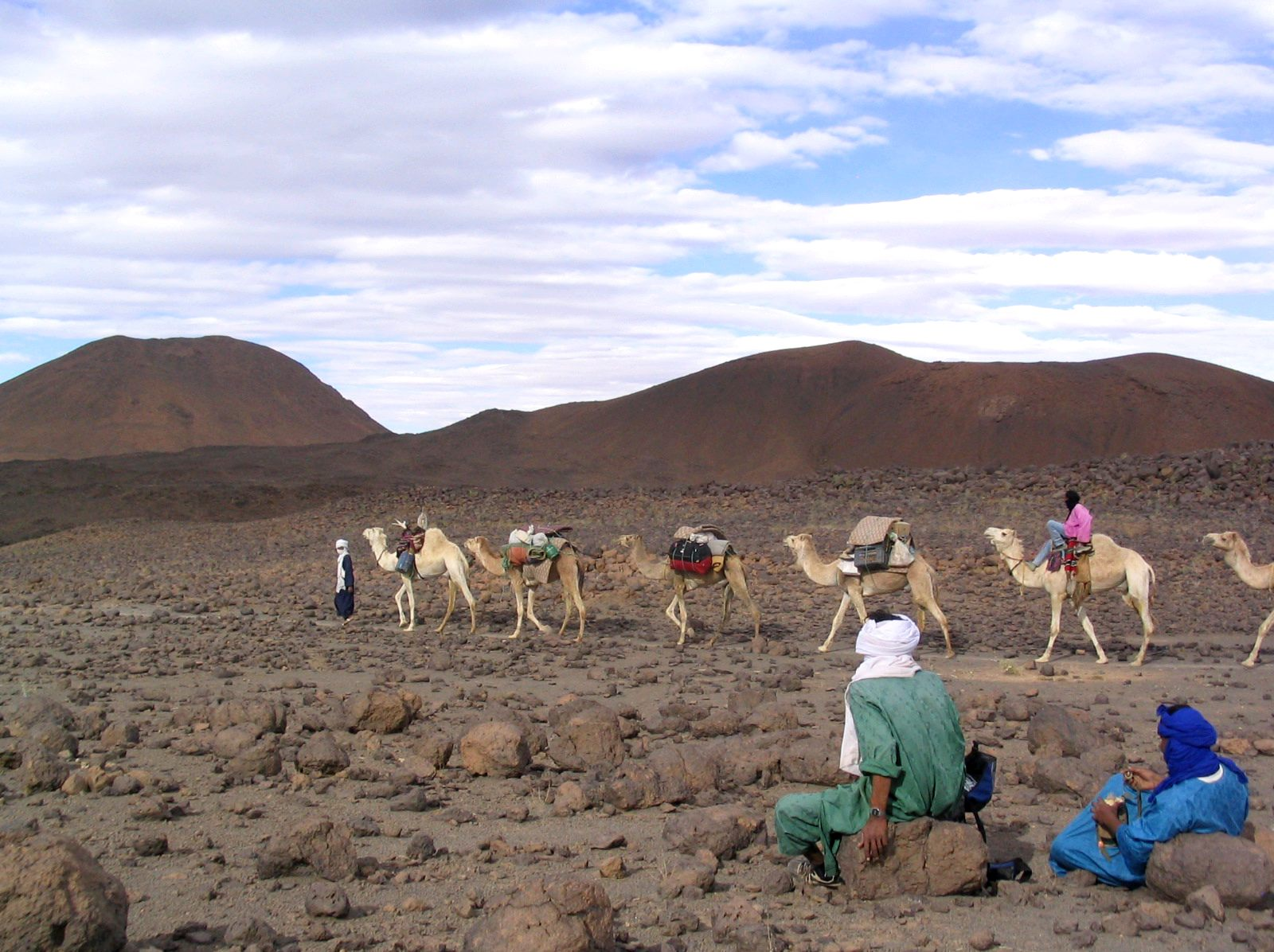
Caravana de camells actual prop de les muntanyes Ahaggar al Sàhara central, 2006

Heròdot va escriure sobre els garamants caçant troglodites etíops des de carros; aquest relat s'associa amb representacions de cavalls tirant carros en art rupestre contemporani al sud del Marroc i al Fezzan, donant origen a la teoria que els garamants o algun |a Roma]] i Cartago. No obstant això, s'ha argumentat que no s'han trobat esquelets de cavall que datin d'aquest període primerenc a la regió, i els carros haurien estat vehicles improbables per a fins comercials a causa de la seva petita capacitat.
Les primeres proves de camells domesticats a la regió daten del segle III. Utilitzades pels berbers, van permetre un contacte més regular a tota l'amplada del Sàhara, però les rutes comercials regulars no es van desenvolupar fins als inicis de la conversió islàmica de l'Àfrica Occidental als segles VII i VIII.
Es van desenvolupar dues rutes comercials principals. El primer recorria el desert occidental des del Marroc modern fins a la meitat del Níger, i el segon des de la Tunísia moderna fins a la zona del llac Txad. Aquests trams eren relativament curts i tenien la xarxa essencial d'oasis ocasionals que establien l'itinerari tan inexorablement com les xinxetes en un mapa. Més a l'est del Fezzan, amb la seva ruta comercial a través de la vall de Kaouar fins al llac Txad, Líbia era impracticable a causa de la manca d'oasis i de les fortes tempestes de sorra.

## Comerç transsaharià medieval
Es van establir diverses rutes comercials, potser la més important finalitzava a Sijilmasa (Marroc) i Ifríqiya, al nord. Allà, i en altres ciutats del nord d'Àfrica, els comerciants berbers havien augmentat el contacte amb l'Islam, fomentant les conversions, i al segle VIII, els musulmans viatjaven a Ghana. Molts a Ghana es van convertir a l'Islam, i és probable que el comerç de l'Imperi fos privilegiat com a resultat. Cap al 1050, Ghana va perdre Aoudaghost davant dels almoràvits, però les noves mines d'or al voltant de Bambouk van reduir el comerç a través de la ciutat, beneficiant, en canvi, els malinké del sud, que més tard van fundar l’Imperi de Mali.

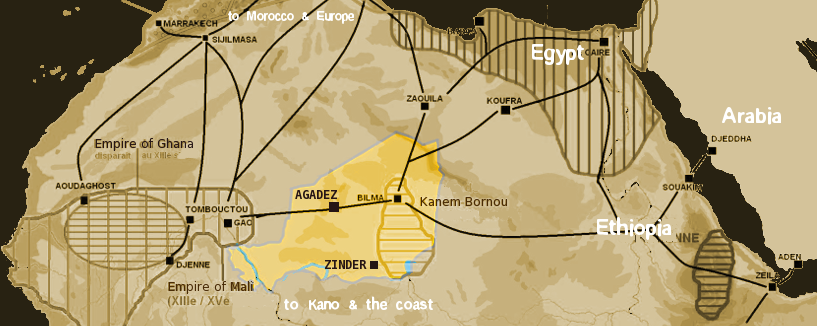
Rutes comercials saharianes cap al 1400, amb el territori modern del Níger destacat

A diferència de Ghana, Mali va ser un regne musulmà des de la seva fundació, i sota aquest regnat va continuar el comerç d'or i sal. Altres béns comercials menys importants eren els esclaus, les nous de cola del sud i les perles d'esclaus i les petxines de cauris del nord (per al seu ús com a moneda). Va ser sota Mali que les grans ciutats del cordó del Níger, com ara Gao i Djenné, van prosperar, i Timbuctu, en particular, va esdevenir coneguda a tot Europa per la seva gran riquesa. Importants centres comercials del sud d'Àfrica occidental es van desenvolupar a la zona de transició entre la selva i la sabana; exemples són Begho i Bono Manso (a l'actual Ghana) i Bondoukou (a l'actual Costa d'Ivori). Les rutes comercials occidentals van continuar sent importants, amb Ouadane, Oualata i Chinguiti com els principals centres comercials en el que ara és Mauritània, mentre que les ciutats tuareg d’Assodé i més tard Agadez van créixer al voltant d'una ruta més oriental en el que ara és Níger.

Rutes comercials del Sàhara Occidental c. 1000–1500. Els jaciments d'or s'indiquen amb ombres marró clar: Bambouk, Siguiri, Lobi i Akan.

La ruta transsahariana oriental va conduir al desenvolupament del llarg Imperi Kanem-Bornu, així com dels imperis Ghana, Mali i Songhai, centrats a la zona del llac Txad. Aquesta ruta comercial era una mica menys eficient i només va assolir una gran importància quan hi va haver turbulències a l'oest, com ara durant les conquestes almohades.

### Tràfic d'esclaus transsaharià
El tràfic transsaharià d'esclaus, establert a l'Antiguitat, va continuar durant l’Edat Mitjana. Els esclaus portats del Sàhara eren utilitzats principalment per famílies riques com a criats domèstics, i concubines. Alguns van servir a les forces militars d'Egipte i el Marroc. Per exemple, el sultà del segle xvii, Mawlay Ismail, era fill d'un esclau i depenia d'un exèrcit d'esclaus negres per obtenir suport. Els estats de l'Àfrica Occidental van importar soldats esclaus altament entrenats.
Estimar el nombre de persones esclavitzades que van ser transportades a través de les rutes transsaharianes és un repte, sobretot abans de l'existència generalitzada de registres. L'historiador John Wright ofereix una mitjana estimada de 5.000 persones per any durant els 1250 anys del comerç (del segle VII al segle XX), cosa que resulta en una estimació total d'entre 6 i 7 milions. La majoria d'aquestes persones van ser deportades després del segle xvi.

### Comerç del triangle saharià
L'auge de l’Imperi de Ghana, en el que ara és Mali, Senegal i el sud de Mauritània, va acompanyar l'augment del comerç transsaharià. Les economies del nord tenien escassetat d'or però de vegades controlaven mines de sal com la de Taghaza al Sàhara, mentre que els països de l'Àfrica Occidental com Wangara tenien molt d'or però necessitaven sal. Taghaza, un lloc comercial i miner on Ibn Battuta va registrar que els edificis estaven fets de sal, va assolir la preeminència en el comerç de la sal sota l'hegemonia de l’Imperi Almoràvit. La sal era extreta per esclaus i comprada amb productes manufacturats de Sijilmasa. Els miners tallaven fines lloses rectangulars de sal directament del sòl del desert, i els comerciants de caravanes les transportaven cap al sud, cobrant una tarifa de transport de gairebé el 80% del valor de la sal. La sal es comerciava al mercat de Timbuctu gairebé a pes per pes amb or. L'or, en forma de maons, barres, monedes en blanc i pols d'or, anava a Sijilmasa, des d'on sortia cap als ports mediterranis i on es feia servir per encunyar dinars almoràvits.

### Expansió de l'islam

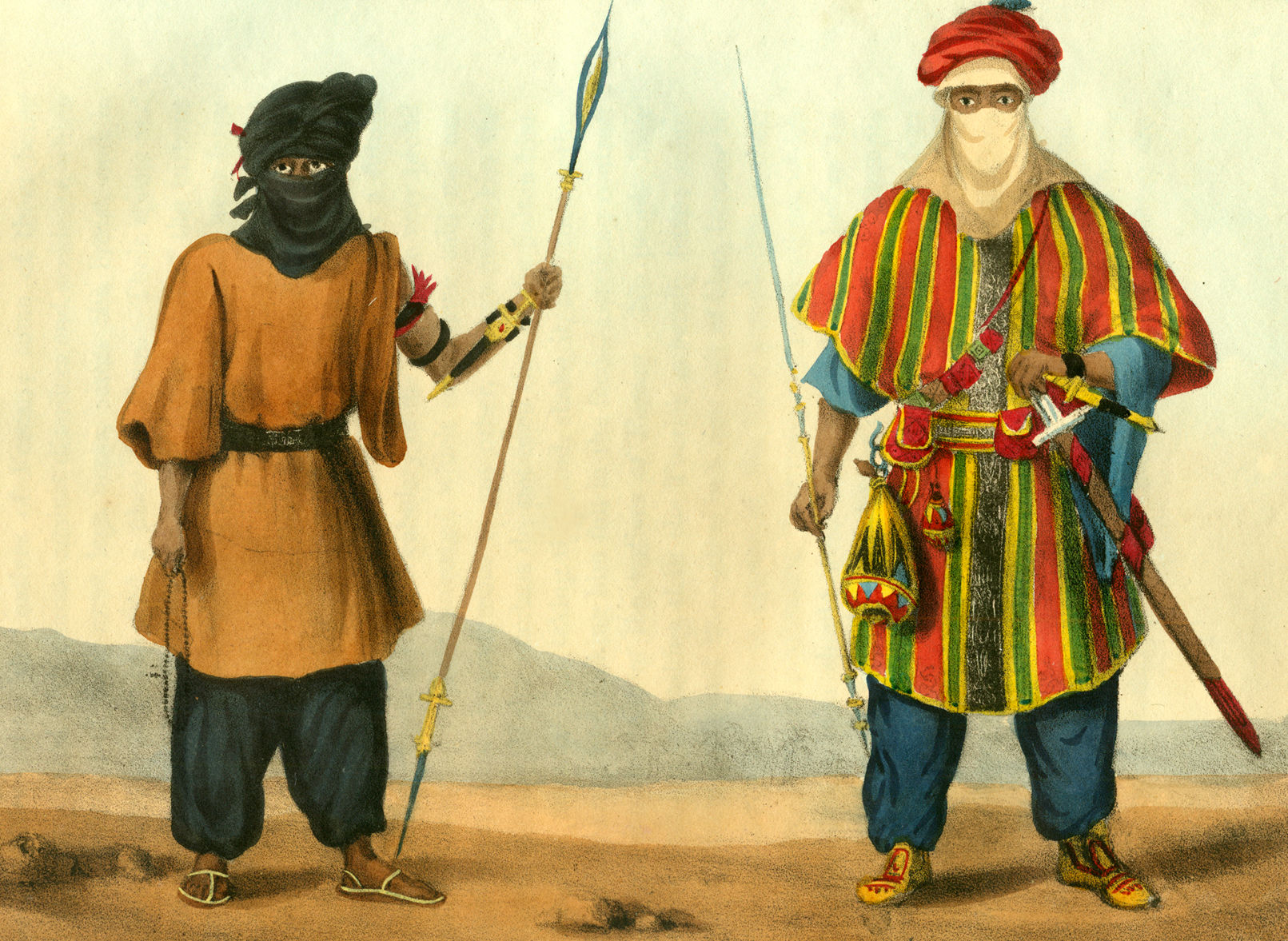
Els tuaregs controlaven el Sàhara central i el seu comerç; per George Francis Lyon, 1821

L'expansió de l'islam a l'Àfrica subsahariana estava relacionada amb el comerç transsaharià. L'islam es va estendre a través de les rutes comercials, i els africans que es van convertir a l'islam van augmentar el comerç, cosa que va fer augmentar la població comercial.
Els historiadors donen moltes raons per la propagació de l'islam que faciliten el comerç. L'islam va establir valors i normes comunes sobre les quals es duia a terme el comerç. Va crear una xarxa de creients que confien els uns en els altres i, per tant, comercien entre ells encara que no es coneguin personalment. Aquestes xarxes comercials existien abans de l'islam, però a una escala molt més petita. La propagació de l'islam va augmentar el nombre de nodes a la xarxa i va disminuir la seva vulnerabilitat. Aquestes xarxes comercials existien abans de l'islam, però a una escala molt menor. L'expansió de l'islam va augmentar el nombre de nodes de la xarxa i va disminuir la seva vulnerabilitat. L'ús de l'àrab com a llengua comuna del comerç i l'augment de l'alfabetització a través de les escoles alcoràniques també van facilitar el comerç.
Els comerciants musulmans que feien comerç també van estendre gradualment l'islam al llarg de la seva xarxa comercial. Les interaccions socials amb comerciants musulmans van portar molts africans a convertir-se a l'islam, i molts comerciants es van casar amb dones locals i van criar els seus fills com a musulmans.
L'islam es va estendre al Sudan occidental a finals del segle X, al Txad al segle XI i a les terres hausses als segles XII i XIII. L'any 1200, moltes elits governants de l'Àfrica occidental s'havien convertit a l'islam, i del 1200 al 1500 es va produir una conversió significativa a l'islam a l'Àfrica.

## Declivi del comerç transsaharià i col·lapse dels imperis i regnes de l'Àfrica Occidental
Les incursions portugueses a la costa de l'Àfrica occidental van obrir noves vies per al comerç entre Europa i l'Àfrica Occidental. A principis del segle xvi, les bases comercials europees, les fàbriques establertes a la costa des del 1445 i el comerç amb els europeus van esdevenir de màxima importància per a l'Àfrica Occidental. El nord d'Àfrica havia disminuït en importància tant política com econòmica, mentre que la travessia sahariana continuava sent llarga i perillosa. Tanmateix, el cop més important per al comerç transsaharià va ser la batalla de Tondibi de 1591–92. En una important expedició militar organitzada pel sultà saadià Àhmad al-Mansur, el Marroc va enviar tropes a través del Sàhara i va atacar Timbuctu, Gao i uns quants altres centres comercials importants, destruint edificis i propietats i exiliant ciutadans destacats. Aquesta interrupció del comerç va provocar una disminució dràstica de la importància d'aquestes ciutats i l'animositat resultant va reduir considerablement el comerç.
Tot i que es va reduir molt, el comerç transsaharià va continuar.
Però les rutes comercials cap a la costa de l'Àfrica occidental es van fer cada cop més fàcils, sobretot després de la invasió francesa del Sahel a la dècada de 1890 i la posterior construcció de ferrocarrils cap a l'interior. Es va planejar una línia ferroviària de Dakar a Alger a través del revolt del Níger, però mai es va construir. Amb la independència de les nacions de la regió a la dècada del 1960, les rutes nord-sud van quedar interrompudes per les fronteres nacionals. Els governs nacionals eren hostils al nacionalisme tuareg i, per tant, van fer pocs esforços per mantenir o donar suport al comerç transsaharià, i la rebel·lió tuareg de la dècada del 1990 i la Guerra Civil algeriana van interrompre encara més aquestes rutes, tancant-ne moltes.

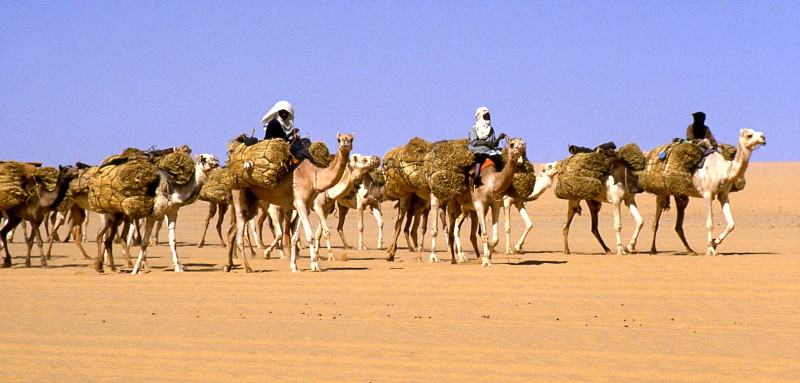
Caravana de sal d’Azalai d’Agadez a Bilma, 1985

Les rutes tradicionals de les caravanes estan en gran part desproveïdes de camells, però les rutes més curtes d'Azalai, d’Agadez a Bilma i de Timbuctu a Taoudeni, encara s'utilitzen regularment, encara que poc. Alguns membres dels tuareg encara utilitzen les rutes comercials tradicionals, sovint viatjant 2.500 km sis mesos de cada any en camell a través del Sàhara comerciant amb sal transportada des de l'interior del desert fins a les comunitats dels límits del desert.

## El futur del comerç transsaharià

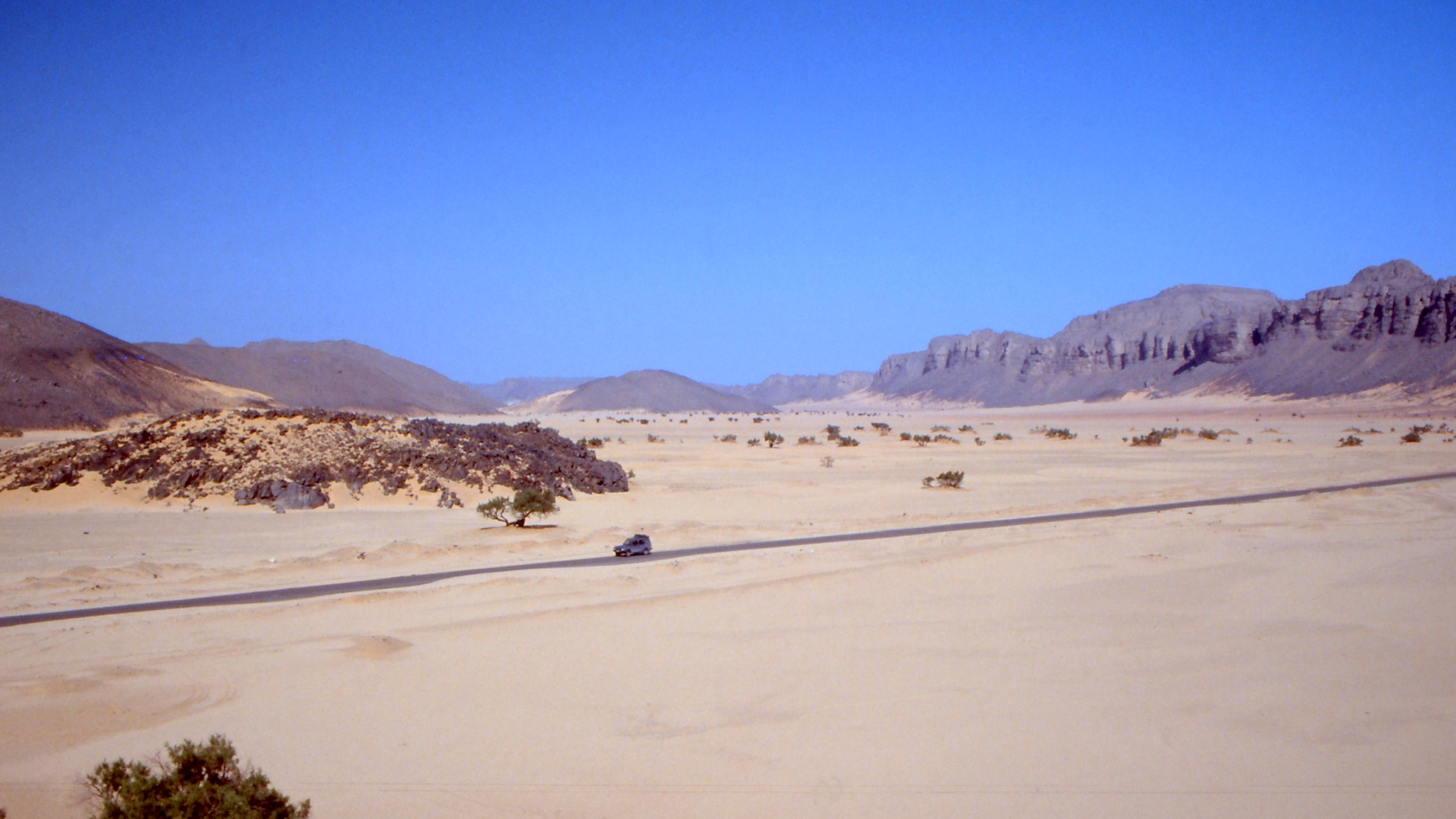
Autopista Transsahariana al Sàhara algerià

La Unió Africana i el Banc Africà de Desenvolupament donen suport a l’autopista Transsahariana d’Alger a Lagos via Tamanrasset per estimular el desenvolupament econòmic, i aquest últim va observar un augment del trànsit a la frontera amb el Txad a causa de les exportacions a Algèria que creuen el Níger. La ruta està asfaltada excepte per un tram de 200 km al nord del Níger, però les restriccions frontereres encara dificulten el trànsit. Només uns quants camions transporten comerç transsaharià, en particular combustible i sal. Es proposen tres autopistes més a través del Sàhara. La construcció de les autopistes és difícil a causa de les tempestes de sorra.